# Miriam Morales
Miriam Morales Sanhueza (Santiago 1952) es una profesora y escritora chilena-mexicana. 

## Biografía
Hija del diputado del Partido Radical de Chile, Carlos Morales Abarzúa —que después del golpe militar encabezado por el general Augusto Pinochet obtuvo asilo en Venezuela en 1975 y, a partir de 1977, en México—, y de Aída Sanhueza, Miriam fue alumna del Liceo N.º 7 de Santiago. Después estudió leyes, filosofía, teatro y ciencias políticas.
Militó en su juventud en el Movimiento de Izquierda Revolucionaria (MIR) y se casó en primeras nupcias con el joven socialista Augusto Pinochet Acosta —con quien tuvo a su primera hija, Javiera (n.1972, médica)—; de su relación con el mexicano Fernando Bazúa nació su segundo hijo, Carlos Miguel (Caracas, 1975; antropólogo); posteriormente, estuvo casada hasta 2001 con Jorge Castañeda Gutman, exsecretario de Relaciones Exteriores de México, con quien tuvo a su tercer hijo, Jorge Andrés.
Licenciada en Derecho por la Universidad Católica de Chile y con una maestría en Ciencias Políticas por la Facultad Latinoamericana de Ciencias Sociales, FLACSO, sede México, Miriam Morales se desempeñó algún tiempo como catedrática en la Facultad de Ciencias Políticas de la UNAM. Fue consultora jurídica de las personas en busca de reconocimiento como refugiados políticos por parte del gobierno de México, para la Oficina del Alto Comisionado de las Naciones Unidas para los Refugiados (ACNUR). 
Alumna del taller literario de Diamela Eltit en Nueva York, comenzó a escribir allí, en 1997,  su novela La monarca ilegal, que publicó en el año 2000
Ha sido titular de la Coordinación General de la Comisión Mexicana de Ayuda a Refugiados durante el gobierno de Vicente Fox, gerente del Fondo de Cultura Económica en Santiago (2006), directora general de Culturas Populares del Consejo Nacional para la Cultura y las Artes de México (2009).